# Nasser Djiga
Yacouba Nasser Djiga (* 15. November 2002 in Bobo-Dioulasso) ist ein burkinischer Fußballspieler.

## Karriere

### Verein
Djiga begann in der Jugend des Vitesse FC aus seiner Heimatstadt Bobo-Dioulasso. In der Saison 2018/19 wurde er in den Kader der ersten Mannschaft befördert und kam bis Saisonende zu einem Einsatz in der zweithöchsten burkinischen Spielklasse, der Deuxiéme Division. In der folgenden Spielzeit absolvierte er 14 Ligaspiele und erzielte dabei ein Tor. Die Mannschaft stieg schlussendlich in die Première Division auf. In der Saison 2020/21 bestritt der Innenverteidiger 25 Partien in der ersten burkinischen Liga. Im Sommer 2021 wechselte er in die Schweiz zum FC Basel. Am 24. Oktober 2021, dem 11. Spieltag, gab er beim 2:0-Sieg gegen den FC Lugano sein Debüt für die erste Mannschaft in der erstklassigen Super League. In dieser Spielzeit absolvierte er neben Liga- und Pokalspielen auch Partien in der Gruppenphase der UEFA Europa Conference League gegen den FK Qairat Almaty und Qarabağ Ağdam. Auch in der folgenden Spielzeit war der mittlerweile 19-jährige schon in drei Wettbewerben für Basel aktiv gewesen, ehe er Ende August 2022 leihweisen an den französischen Zweitligisten Olympique Nîmes abgegeben wurde. Im September 2023 wurde er für die restliche Saison zum FK Roter Stern Belgrad verliehen.
Am 3. Februar 2025 wechselte Djiga zum englischen Premier-League-Verein Wolverhampton Wanderers und unterschrieb einen Vertrag bis 2030. Im Juli 2025 gaben die „Wolves“ bekannt, dass Djiga für die Saison 2025/26 an die Glasgow Rangers ausgeliehen wurde.

### Nationalmannschaft
Djiga debütierte im Februar 2021 im Rahmen der U-20-Afrikameisterschaft für die burkinische U-20-Auswahl. In jenem Turnier kam der Defensivspieler in sämtlichen vier Spielen seines Heimatlandes zum Einsatz, das Team schied im Viertelfinale aus. Im Juni 2021 wurde Djiga zwar erstmals in das Aufgebot der A-Nationalmannschaft berufen, doch sein Debüt gab der Innenverteidiger erst am 24. März 2022 bei einem Testspiel gegen den Kosovo. Bei der 0:5-Niederlage im Fadil-Vokrri-Stadion von Pristina wurde er in der 88. Minute für Steeve Yago eingewechselt. Vier Tage später kam Djiga beim Freundschaftsspiel in Belgien (0:3) erneut zu einem Kurzeinsatz.